# サッカースロバキア女子代表
サッカースロバキア女子代表（サッカースロバキアじょしだいひょう）は、スロバキアサッカー協会(SFZ)による女子サッカーのナショナルチーム。1993年にチェコと分離したことにより結成された。
女子ワールドカップ、オリンピック、UEFA女子選手権での本戦出場はない。

## ワールドカップの成績
（チーム結成後のみ）
- 1995 - 予選敗退
- 1999 - 予選敗退
- 2003 - 予選敗退
- 2007 - 予選敗退
- 2011 - 予選敗退
- 2015 - 予選敗退
- 2019 - 予選敗退
- 2023 - 予選敗退

## オリンピックの成績
（チーム結成後のみ）
- 1996 - 予選敗退
- 2000 - 予選敗退
- 2004 - 予選敗退
- 2008 - 予選敗退
- 2012 - 予選敗退
- 2016 - 予選敗退
- 2020 - 予選敗退
- 2024 - 参加資格なし

## UEFA女子選手権の成績
（チーム結成後のみ）
- 1993 - 予選敗退
- 1995 - 予選敗退
- 1997 - 予選敗退
- 2001 - 予選敗退
- 2005 - 予選敗退
- 2009 - 予選敗退
- 2013 - 予選敗退
- 2017 - 予選敗退
- 2022 - 予選敗退

## FIFAランキング
- 2003年から公表。現在は原則として3ヶ月ごとに発表される

（参考:FIFA女子ランキング）
| 発表年月日     | 順位 | 変動 | UEFA内 ランク | 変動 |
| -------------- | ---- | ---- | ------------- | ---- |
| 2003年7月16日  | 36位 | --   | 23位          | --   |
| 2003年8月29日  | 36位 | →    | 23位          | →    |
| 2003年10月24日 | 35位 | ↑    | 22位          | ↑    |
| 2003年12月15日 | 37位 | ↓    | 23位          | ↓    |
| 2004年3月15日  | 37位 | →    | 23位          | →    |
| 2004年6月7日   | 40位 | ↓    | 23位          | →    |
| 2004年8月30日  | 42位 | ↓    | 24位          | ↓    |
| 2004年12月20日 | 42位 | →    | 24位          | →    |
| 2005年3月25日  | 42位 | →    | 24位          | →    |
| 2005年6月24日  | 43位 | ↓    | 24位          | →    |
| 2005年9月16日  | 39位 | ↑    | 23位          | ↑    |
| 2005年12月21日 | 43位 | ↓    | 24位          | ↓    |
| 2006年3月17日  | 43位 | →    | 24位          | →    |
| 2006年5月19日  | 42位 | ↑    | 23位          | ↑    |
| 2006年9月15日  | 39位 | ↑    | 23位          | →    |
| 2006年12月22日 | 34位 | ↑    | 21位          | ↑    |
| 2007年3月16日  | 35位 | ↓    | 21位          | →    |
| 2007年6月15日  | 37位 | ↓    | 23位          | ↓    |
| 2007年10月5日  | 36位 | ↑    | 22位          | ↑    |
| 2007年12月21日 | 38位 | ↓    | 23位          | ↓    |
| 2008年3月21日  | 36位 | ↑    | 22位          | ↑    |
| 2008年6月6日   | 37位 | ↓    | 22位          | →    |
| 2008年9月5日   | 37位 | →    | 22位          | →    |
| 2008年12月19日 | 38位 | ↓    | 23位          | ↓    |
| 2009年3月27日  | 36位 | ↑    | 21位          | ↑    |
| 2009年6月26日  | 37位 | ↓    | 22位          | ↓    |
| 2009年9月25日  | 39位 | ↓    | 24位          | ↓    |
| 2009年12月18日 | 37位 | ↑    | 22位          | ↑    |